# Диявол ховається в дрібницях
Диявол у деталях — поширений ідіоматичний вираз, який означає, що в будь-якому явищі є малопомітні складові, які дуже впливають на його суть. Вираз походить від іншої фрази «бог у деталях», що виражає ідею про те, що все, що робиться, має бути зроблено ретельно, з увагою до деталей, оскільки вони важливі.

## Походження
Ідіому «бог у деталях» приписували низці різних людей, найчастіше німецькому архітектору Людвігу Місу ван дер Рое (1886—1969), оскільки фразу опубліковано 1969 року в «Нью-Йорк таймс» у некролозі Міса; проте загальновизнано, що ван дер Рое не був автором цих слів. Вислів дуже полюбляв німецький мистецтвознавець Абі Варбург (1866—1929), хоча біограф Варбурга, Еге. Х. Гомбріх також не впевнений, чи є Варбург його автором.
Вислів також приписують Гюставу Флоберу, у формулюванні «Le bon Dieu est dans le détail» («добрий Бог у деталях»).
Можна вважати, що авторство виразу не встановлено, англомовний довідник цитат Bartlett's Familiar Quotations відносить його до анонімних джерел.

## В інших мовах
Аналоги ідіоми в тому ж значенні є в багатьох мовах:
- Болгарська: Малките камъчета преобръщат колата. — Маленькі камінці перекидають воза.
- Угорська: Az ördög a részletekben rejlik. — Диявол прихований у деталях.
- Іспанська: El diablo está en los detalles. — Диявол ховається в деталях.
- Італійська: Il diavolo sta nei dettagli. — Диявол ховається в деталях.
- Німецька: Der Teufel steckt im Detail. — Диявол міститься в деталях.
- Чеська: Diabol je skryt v detailu. — Диявол прихований у деталях.
- Шведська: Djävulen sitter i detaljerna. — Диявол сидить у деталях.

## У культурі
- Назва роману «Бог Дрібниць» (The God of Small Things) є відсиланням до виразу «Бог у деталях».